# Oriole de Baltimore
Icterus galbula
Cet article concerne l'oiseau. Pour l'équipe de Baseball, voir Orioles de Baltimore.
Espèce
Répartition géographique
- zone de reproduction
- zone d'hivernage

Statut de conservation UICN

 LC  : Préoccupation mineure
L'Oriole de Baltimore (Icterus galbula) est une espèce de passereaux de la famille des ictéridés.

## Dénomination
L'oriole de Baltimore était anciennement appelée oriole du Nord, lorsqu'on considérait qu'elle formait une seule espèce avec l'Oriole de Bullock.
Le terme oriole est issu de l'anglais, et le terme anglais vient lui-même du vieux français oriol qui désigne l'oiseau appelé aujourd'hui Loriot d'Europe (avec lequel l'oriole de Baltimore n'est pas particulièrement reliée). Ce terme vient de la déformation du latin aureolus, signifiant "doré".
L'épithète "de Baltimore" provient de la ressemblance entre le plumage de l'oiseau et les armoiries du baron de Baltimore, qui sont noires et dorées. Il est déjà nommé "Baltimore bird" par les colons du Maryland en 1669 ; il semble qu'il ne prenne le nom d'oriole de Baltimore qu'en 1785, sous la plume de Thomas Pennant, comme traduction du nom latin Oriolus Baltimore proposé par Carl von Linné en 1766.
Son nom latin vient du grec ikteros désignant un oiseau de couleur jaune (possiblement le Loriot d'Europe), et du latin galbula qui désignait également un oiseau jaune souvent associé au Loriot d'Europe.

## Description
On le reconnaît à son plumage orange, noir et blanc.
L'oriole de Baltimore mesure entre 17 et 20 cm de long, pour un poids de 28 à 42 g ; les mâles sont légèrement plus grands que les femelles.
Le mâle possède une tête et un dos noirs et des dessous orange. Ses ailes sont noires avec des barres blanches et orange, et sa queue est orange avec des rayures noires. La femelle peut être distinguée à ses couleurs plus pâles, tendant plus vers le brun olive, le fait que sa tête ne soit pas noire, et que ses ailes soient brunes barrées de blanc.
Les juvéniles sont assez variables, mais ressemblent généralement à la femelle.

## Répartition et habitat

### Répartition
L'oriole de Baltimore vit dans une grande partie de l'est de l'Amérique du Nord. On le trouve de la frontière orientale de la Colombie-Britannique à la côte atlantique, et dans le sud du Canada. Aux États-Unis, son aire de reproduction s'arrête à l'ouest du Dakota du Sud, du Kansas et de l'Oklahoma ; on retrouve aussi des populations dans le nord du Montana. Au sud, elle s'arrête légèrement au nord de la côte en Louisiane, Mississippi et Géorgie, et au centre de la Caroline du Nord.
Durant l'hiver, on le retrouve en Floride, dans les îles des Caraïbes et en Amérique centrale, de la moitié sud du Mexique au nord de la Colombie et du Venezuela. De petites populations hivernent également en Californie, et plus rarement plus au nord sur les côtes est et ouest des États-Unis.

### Habitat
L'oriole de Baltimore est un oiseau des zones boisées plutôt ouvertes, préférant les feuillus aux conifères. Il est cependant susceptible d'habiter de nombreux habitats. On peut le retrouver près de l'humain, rarement dans les champs, mais souvent dans les jardins et les parcs. Il fréquente le même type d'habitats durant son hivernage ; au Mexique, on peut l'observer dans les plantations de café.

## Écologie et comportement

### Alimentation
Durant la période de reproduction, l'oriole de Baltimore est essentiellement insectivore ; les chenilles représentent la majeure partie de son alimentation, incluant par exemple la chenille à tente estivale ou la chenille à houppes blanches. Il se nourrit aussi de toutes sortes d'insectes (sauterelles, scarabées, fourmis...), d'araignées et d'escargots. Il peut aussi se nourrir de fruits, notamment les mûres (du mûrier comme de la ronce) ou les amélanches.
Dans ses quartiers d'hiver, son régime est similaire, incluant également des graines du genre Olyra, des figues ; il reste très majoritairement insectivore. Durant cette période, il se nourrit plutôt tôt le matin, et éventuellement tard l'après-midi. Il y trouve sa subsistance dans les arbres, ou à proximité de plantes aux fleurs colorées.

### Reproduction
L'oriole s'y rend au printemps depuis les tropiques pour une visite estivale. La femelle choisit un endroit pour tisser son nid, qu'elle accroche fermement à une croisée dans les branches minces en hauteur d'un arbre, on le distingue des autres nids car il pend sous la branche, quoique parfois il est attaché le long d'un tronc vertical. Les choix d'arbres sont l'orme d'Amérique, les érables et les peupliers. Le territoire environnant sera sous la garde du mâle.
Le nid est constitué de minces fibres tissées ensemble pour former une sorte de tube fermé dans le bas, habituellement 3 à 4 pouces de profondeur avec une petite ouverture de 2 à 3 pouces de large sur le dessus avec une pièce bombée dans le bas, 3 à 4 pouces de diamètre, dans laquelle les œufs reposeront. La femelle arrime le tout haut dans un arbre (jusqu'à 18 m du sol) en accrochant d'abord de longues fibres par-dessus la branche puis, utilisant son bec, elle tisse les fibres de façon. Elle prolonge sa construction, puis forme le fond et le tapisse. Fabriquer ce nid prend environ une semaine, mais si le temps est venteux ou pluvieux, il peut prendre jusqu'à quinze jours.
Les matériaux peuvent inclure de l'herbe, des bandes d'écorce de vigne, de la laine, du crin, ainsi que des matériaux artificiels comme de la cellophane, de la ficelle ou du fil de pêche. La femelle recycle souvent les fibres d'un vieux nid pour en former un nouveau. Le mâle apporte occasionnellement des matériaux, mais n'aidera pas la femelle pour le tissage.
La femelle pond entre 3 et 7 œufs, habituellement 4 ou 5, de couleur gris pâle, avec des rayures brunes, lavandes ou noires. La femelle couve seule les œufs, pour une durée de 11 à 14 jours. Les jeunes oiseaux quittent généralement le nid 12 ou 13 jours après la naissance, mais continuent à être nourris pendant 2 semaines par leurs parents. Les deux parents participent à la nourriture des jeunes.

### Prédation et parasitisme
L'oriole de Baltimore est victime du parasitisme de couvée de la part du vacher à tête brune ; il est capable d'en jeter les œufs hors du nid.

## Systématique
L'espèce a été décrite pour la première fois par Carl von Linné en 1758, sous le nom Coracias galbula, puis Oriolus Baltimore en 1766. Elle est déjà placée dans le genre Icterus lors de sa création par Brisson en 1760, sous le nom Icterus minor. Elle est aujourd'hui considérée comme monotypique.
La phylogénie exacte de l'oriole de Baltimore n'est pas bien définie. Elle est parfois considérée comme la plus proche cousine de l'oriole de Bullock, avec qui elle formait anciennement une seule espèce avant d'être reconnues comme séparées dans une étude de 1999. Mais d'autres études plus récentes suggèrent qu'elle pourrait être plus proche de l'Oriole d'Abeillé.

## L'oriole de Baltimore et l'humain

### Conservation
L'oriole de Baltimore est classée comme "préoccupation mineure" par l'UICN, en raison de son importante population (aux alentours de 6 000 000 d'individus) et de sa grande aire de répartition.
Il est protégé dans l'État du Maryland depuis 1882, et au niveau fédéral par la Convention concernant les oiseaux migrateurs depuis 1918. Il est également protégé par le State's Nongame and Endangered Species Conservation Act de 1975.

### Dans la culture
Les Orioles de Baltimore sont une équipe de baseball de la ville du même nom, utilisant l'oiseau dans leur logo. Il est à noter que d'autres équipes de baseball ont porté le même nom avant la naissance de celle-ci.
L'oriole de Baltimore est l'oiseau officiel de l’État du Maryland (dans lequel se trouve la ville de Baltimore).

## Galerie

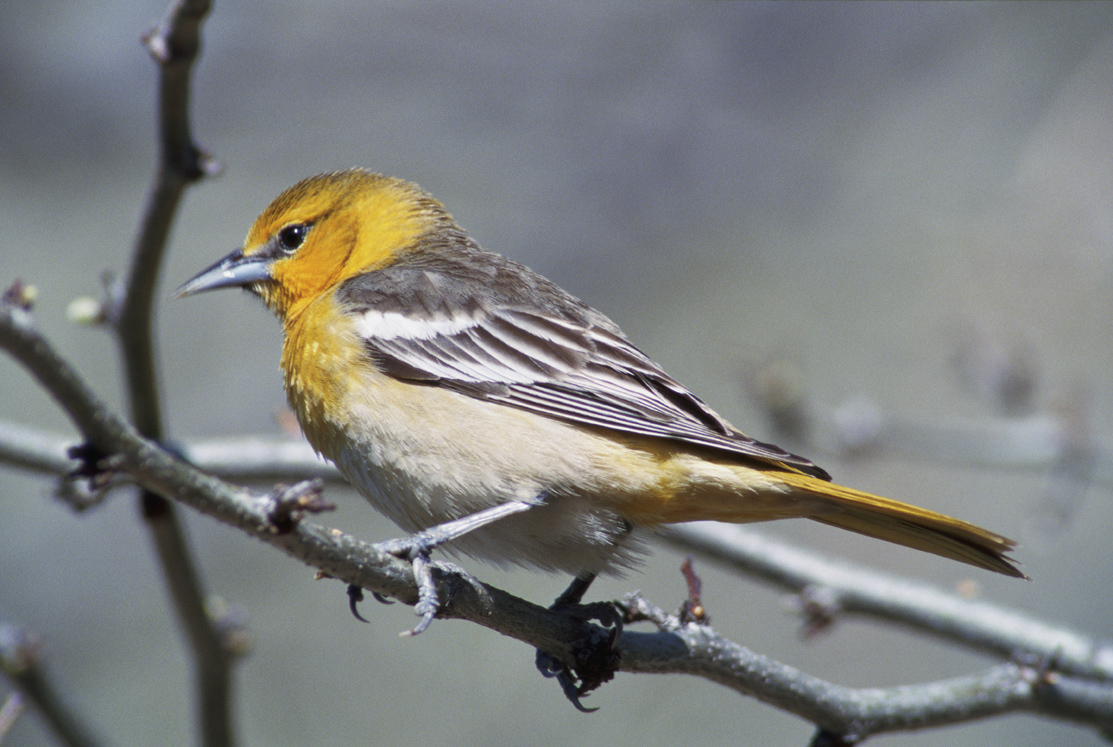
Femelle
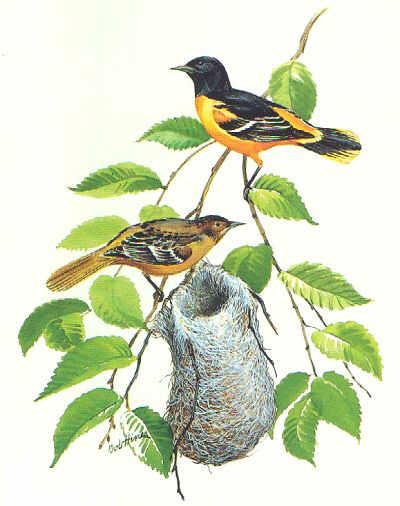
Planche zoologique
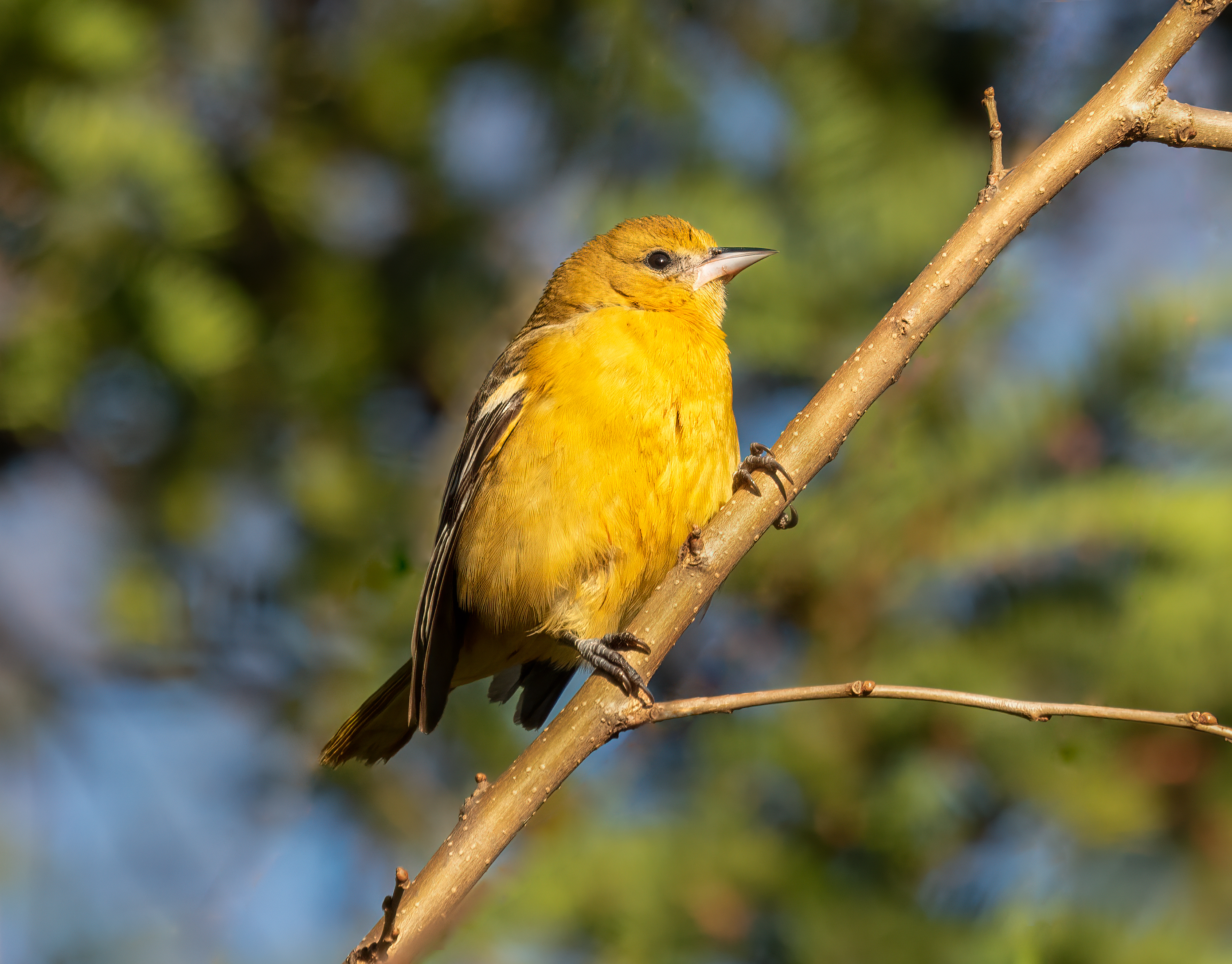
Oriole de Baltimore femelle immature dans le cimetière de Green-Wood, New York. Janvier 2022.